# Sons of Northern Darkness
Sons of Northern Darkness är det sjunde studioalbumet av det norska black metal-bandet Immortal. Albumet utgavs 2002 av skivbolaget Nuclear Blast.

## Låtlista
1. "One by One" – 5:00
2. "Sons of Northern Darkness" – 4:47
3. "Tyrants" – 6:19
4. "Demonium" – 3:57
5. "Within the Dark Mind" – 7:32
6. "In my Kingdom Cold" – 7:17
7. "Antarctica" – 7:13
8. "Beyond the North Waves" – 8:07

- Text: Demonaz Doom Occulta
- Musik: Abbath Doom Occulta / Horgh

## Medverkande
Musiker (Immortal-medlemmar)
- Abbath Doom Occulta (Olve Eikemo) – sång, gitarr, basgitarr
- Demonaz Doom Occulta (Harald Nævdal) – sångtexter
- Horgh (Reidar Horghagen) – trummor
- Iscariah (Stian Smørholm) – basgitarr (spår 1)

Produktion
- Peter Tägtgren – producent, ljudtekniker, ljudmix
- Abbath – producent
- Horgh – producent, omslagskonst
- Lars Szöke – ljudtekniker
- Bjørn Stian Bjoarvik – omslagskonst
- Kay Berg – foto